# Battaglia di Záblatí
La battaglia di Záblatí, anche citata come battaglia di Sablat (dal nome tedesco della località), si svolse il 10 giugno 1619 nelle vicinanze di České Budějovice, precisamente nella località di Záblatí u Prachatic, fu la prima battaglia della fase boema della guerra dei trent'anni. Vide impegnati l'esercito savoiardo (al servizio dei protestanti boemi) di Ernst von Mansfeld e quello cattolico al comando di Karel Bonaventura Buquoy.

## Battaglia
Lo scontro si svolse quando l'esercito di Mansfeld, che era in marcia per sostenere l'assedio di České Budějovice da parte del generale protestante Hohenlohe, fu intercettato dalle forze cattoliche. Buquoy costrinse Mansfeld ad accettare battaglia presso il villaggio di Záblatí, dove fu sconfitto, perdendo almeno 1 500 uomini e tutti i rifornimenti; in seguito alla sconfitta, i protestanti boemi dovettero abbandonare l'assedio, e Mansfeld si mise ai servigi dell'imperatore, rimanendo fuori dal conflitto fino al 1621.